# 燃えろアタック
『燃えろアタック』（もえろアタック）は、1979年1月5日から1980年7月11日まで、テレビ朝日系列で毎週金曜19:30 - 20:00（JST）に全71話が放送された、石森章太郎原作・東映制作のテレビドラマ。

## 概要
本作品は前番組『がんばれ!!レッドビッキーズ』に引き続き、金曜19時台後半におけるスポーツ根性ドラマの第2弾として制作され、京建輔による劇伴や、場面転換の際に挿入される石森章太郎（＋石森プロ）による心情描写のイラストなど、同番組から踏襲された要素も複数存在する。他方で登場人物が死神に呪われて死ぬといったオカルト展開が盛り込まれるなど、普通のスポ根ドラマとは一線を画した要素も散見される。
当時、テレビ朝日では1980年に開催を控えていたモスクワオリンピックを民放独占中継することを決めていたこともあり、本作品もそのプロモーションという意味合いを込めて、小鹿ジュン（荒木由美子）を中心としたバレーボールに情熱を傾けた少女たちの物語として展開された。しかし、放送期間中に日本がモスクワオリンピックをボイコットすることが決まり、ドラマの結末（主人公ジュンがオリンピック日本代表選手に選ばれる）と現実の状況（日本選手がオリンピックに出場できない）とが大きく異なる。
体育館のシーンは、埼玉県所沢市の鷺宮製作所体育館を拠点として撮影が行われた。
第6話では回想録として1964年東京オリンピックで優勝した「東洋の魔女」の映像が実際に使用された。
第44話から「全日本選抜チーム編」がスタートして以降は、白富士学園高校が舞台の回と全日本選抜チームが舞台の回が同時進行するようになり、全日本選抜チーム編の回では小鹿家・小鹿商店の家族・関係者役の出演者を除けば、荒木、舟倉、中原、小瀬以外の出演者が総入れ替えとなっている。オリンピック全日本チームの選手役の出演者のうち横手、菊池、斉藤、上野は1980年4月5日に公開された、本作品と同じ東映の制作による同じバレーボール題材の映画『甦れ魔女』（佐藤純彌監督作品）の出演者でもあった。
本作品は1980年代に入ってから、中国でも『排球女将』（バレーボール女子キャプテンという意味）のタイトルで放送された。主演の荒木由美子は放映当時、同世代の中国の視聴者の間で絶大な人気で、中国での視聴率は80%以上。起業家の馬雲も熱烈なファンであることを公言している。放送から約40年が経過した2020年代においても、熱心な荒木（「小鹿純子」。中国語読みは「シャオロン・ツーツー」）のファンは多数おり、荒木は毎年のように中国でのテレビ出演に招かれているほどの根強い人気を誇っている
テレビシリーズの他、石川森彦が作画を担当したコミカライズ版が、徳間書店『テレビランド』に連載されていた。

## キャスト
レギュラー
- 小鹿 ジュン - 荒木由美子
- 小鹿 幸太郎 - 小林昭二
- 小野 民（小杉百合子） - 河内桃子
- 小鹿 幸治 - 小鹿番
- 小鹿 里子 - 本山可久子
- 小鹿 清 - 早川勝也
- 小鹿 まり - 川島千恵
- 山田 - 星純夫
- 山中 次郎 - 金子吉延
- 矢崎 陽一 - 岡元達哉
- 秋吉 五郎 - 日吉としやす (第19話 - 、準レギュラー)
- 大山 治 - 増田康好 (第20話 - 、準レギュラー)
- 倉山 - 富田仲次郎
- 紺野 さよ - 矢吹寿子
- 小暮 小百合 - 左時枝
- ナレーター - 納谷悟朗

白富士学園高校バレー部
※学年は小鹿（背番号5）が2年生を基準としたもの、小鹿の2年下は「新1年生」と表記。
- 速水 大介 / コーチ - 南條豊
- 藤田 陽子 / キャプテン（3年生、背番号1） - 舟倉たまき
- 矢崎 サチ / サチ （3年生、背番号2、エースアタッカー）- 青木純
- 大山 亜矢子 / アーヤ（3年生、背番号3、セッター） - 大槻純子
- 鈴木 美智子 / ミッチー（3年生、背番号4） - 三谷晃代
- 根本 リカ / リカ （2年生、背番号6）- 小山セリノ (第1 - 38話、クレジット上では第43話まで表記)
- 内藤 恵美 / メソ（2年生、背番号7、新キャプテン） - 成瀬静江
- 野田 花子 / プク（2年生、背番号8） - 岡本プク
- 小川 とみ / トミー（2年生、背番号9） - 今村恒美
- 西井 千恵子 / チコ（2年生、背番号10） - 三原順子 (第1 - 34話)
- 水木 良子 / マネージャー（3年生、背番号11） - 小川エレナ
- 八田 のり子 / メガネ（1年生、背番号12、新マネージャー） - 中島千里(第14話 - )
- 村中 愛 / チビ（1年生、背番号13） - 横田ひとみ(第14話 - )
- 夏川 ゆか / ユカ（2年生、背番号14） - 中原歩 (第31 - 69話)
- 西方 美樹 / ミキ（2年生、背番号15） - 池田信子 (第48話 - )
- 高坂 鮎子 / アユコ（1年生、背番号16） - 木下和佳 (第48話 - )
- 五十嵐 まさみ / マサミ（1年生、背番号17） - 渡辺恵美子 (第48話 - )
- 新井 恵子 / ケイコ（新1年生、背番号18） - 萩谷道子 (第60話 - )
- 松山 わかば / ワカバ（新1年生、背番号19） - 加瀬尚恵 (第60話 - )
- 古川 信子 / ノブコ（新1年生、背番号20） - 青野直美 (第60話 - )
- 速水 大造 / 部長 - 小瀬格

オリンピック全日本チーム
- 南郷 あかね（候補メンバー・五輪入選） - 木村有希
- 井上 明子（正規メンバー・キャプテン・セッター） - 横手房江
- 太地 ハル（候補メンバー・五輪落選） - 斉藤真由美[7]
- 高津 ミツ（正規メンバー・エースアタッカー） - 菊地真由美
- 佐山 友子（正規メンバー） - 井上三恵
- 板垣 真紀（正規メンバー） - 上野京子
- 藤村 八重子（正規メンバー・エースレシーバー） - 高橋公子
- 小村 さくら（候補メンバー・五輪落選） - 田頭絵里子
- 岩本 美代（候補メンバー・五輪落選） - 大上あずさ
- 水原 明日香（正規メンバー） - 井上貴美子
- 木村 / 監督 - 原田力

※白富士の小鹿、藤田、夏川の三名は候補メンバーであり、五輪入選（夏川はのちに死亡）。
ライバルアタッカー
- 太地 ナツ - 中川雪美

## スタッフ
- プロデューサー - 小泉美明（テレビ朝日）、阿部征司（東映）
- 連載 - テレビランド、週刊時代
- 脚本 - 上原正三、伊上勝、鷺山京子
- 音楽 - 京建輔
- 音楽制作 - あんだんて
- バレー指導 - 寺山恵美子
- 撮影 - いのくままさお
- 照明 - 石垣敏雄
- 録音 - 長井幹夫、上出栄二郎、広上益弘
- 美術 - 宮国登、河村寅次郎、井上明
- 編集 - 伊吹勝雄、成島一城
- 記録 - 木村雪恵、福島勇子
- 進行 - 穂鷹一興、久住正平、小原武羅夫
- 助監督 - 加島忠義、小笠原猛、三村道治→三ツ村鐵治
- 効果 - 阿部作二
- 計測 - 内田正司、小泉貴一
- 装置 - 紀和美建
- 装飾 - 装美社
- 衣裳 - 鷹志衣裳
- 現像 - 東映化学
- ロケ協力 - 鷺宮製作所
- 撮影協力 - 太洋不動産興業株式会社、八丈島太洋第一ホテル、東海汽船、大沼太洋ホテル、全日空、太洋観光株式会社、逗子マリーナ
- 監督 - 奥中惇夫、田中秀夫

## 必殺技
1、バーミューダ・スクランブル（花田学園）：第4話から登場
花田学園の団体技。複数の隊員が走り相手の視線を撹乱し、南郷のスパイクにつなげていく。
2、白富士アタック（白富士学園）：第4話から登場
白富士学園の団体技。バレー競技に実在する時間差攻撃。
3、UFOサーブ（南郷あかね）：第4話から登場
フローターサーブ時にボールに横回転を加える実在する技。強力な腕力を必要とする。飛んだボールが楕円形に見える。
4、スクリューサーブ（矢崎サチ）：第7話から登場
らせん状の軌道を描きながら進む。威力がはいまいち。
5、逆回転サーブ（大森）：第8話から登場
東丸高校キャプテン大森の必殺技。一度後方へ飛んだボールが逆回転力によって、前方へ戻る。一度のみ登場。
6、ジャンプサーブ（小鹿ジュン）：第8話から登場
実在する技。ボールを高く上げてジャンプして空中で打つ強力なサーブ。小鹿ジュンにとって最初の必殺技。
7、ひぐま落し（小鹿ジュン、夏川ゆか、西片美樹）：第13話から登場
小鹿ジュンが中盤まで使う主力技。空中で前方宙返りし、遠心力でボールをたたく。小鹿の身体状況、精神状況によってかなり威力が変ってしまう。ジャンプ、回転、スパイク、着地の四カットをそれぞれ撮影し、つなげて完成した映像。小鹿ジュンの母から授かり、本作品を代表する必殺技。中国版では「晴空霹雳」と訳され、文字通りに「青天の霹靂」という意味で、技そのものを連想する迫力を感じさせられる。のちにダブルひぐま落しを繰り出すため、夏川ゆかと西片美樹に技を伝授していく。
8、時間差ブロック（白富士学園）：第13話から登場
白富士学園の団体技。バーミューダスクランブルに対抗する時間差ブロック。
9、ミラクルアタック（太地姉妹）：第14話から登場
二人が空中で交差して一人がスパイクを繰り出す。幻影を発生させ、ボールが二つに見える。
10、3人レシーブ（白富士学園）：第17話から登場
ミラクルアタックを破る白富士学園の団体技。
11、クロスブロック（太地姉妹）：第17話から登場
ひぐま落としを破った太地姉妹の連携ブロック。
12、天井サーブ（野田花子など）：第18話から登場
実在するバレー技。アンダーハンドサーブを天井ぎりぎりに打ち上る。第30話の成香女学院のメンバーは初使用。第58話から野田花子の必殺技となる。
13、ヒグマ返し（夏川ゆか、高津ミツ）：第31話から登場
夏川が小鹿のヒグマ返しを一人でブロックした技。ひぐま落としと逆回転（後方宙返り）してブロックする（物理的には解釈できない）。全日本の高津も修得している。
14、パールドリーム（夏川ゆか）第31話から登場
夏川がの必殺攻撃技。ボールがリーグ状に分裂（に見える）し、ゆれながら前進する必殺技。
15、ダブルひぐま落とし（ジュン、夏川ゆか、西片美樹）：第39話に言及、41話から初披露。
ジュンとゆかが二人でひぐま落としを行う。後半では白富士チームとしての必殺技となる。西片美樹に受け継がれた後、三人のうちいずれの二人が実行できる。
16、クロスシュート（高津ミツ）：第44話から登場
両腕クロスして繰り出すスパイク。ボールは右往左往に蛇行して進み、日本一のスパイクといわれる。井上明子とのコンビが必要。
17、フライイングレシーブ（藤村八重子）：第44話から登場
実在するバレーのレシーブ技。ひぐま落としを簡単に破る。
18、ハンマースパイク（佐山友子） ：第44話から登場
腕をぐるぐる回し、渾身の力で繰り出すスパイク。
19、幻のスパイク＜試作A型＞（小鹿ジュン）：第53話から登場
小鹿はヒグマ落としの限界を感じ、母のノートベースに創出した新しい必殺技。第53話に言及され、54話から開発し始める。58話に初披露。ジャンプして竜巻のように720度回転しながら上昇し、猛烈なスピンをかけたスパイクを繰り出す。試作のため、現時点で技名は特に付いてない。スパイク打つ際にも、ほかの技のように技名を叫ぶことがなく、黙々と撃つ。コントロールの正確さに欠き、速水大造にまだまだ「未完成」と辛口の評価を受ける。
20、幻のスパイク＜試作B型＞（小鹿ジュン）：第62話に登場
小鹿の訓練と努力によって、命中率を大幅に上昇。また花子（プク）の天井サーブからヒントをもらい、真芯からずらしてカットするような打法で回転力を向上する。しかし速水大造は「威力がまだ足りない」とまたも辛口の評価。
21、幻のスパイク＜試作C型＞（小鹿ジュン）：第64話に登場
速水大介のアドバイスにより、体重をボールに乗せ、威力を大きく増す。しかし速水大造は「威力がまだ足りない」と首を縦に振らない。交流練習で卒業生の矢崎サチの防御を崩せない。
22、ハリケーンアタック（小鹿ジュン）：第65話から登場
母の指導によってついに完成した幻のスパイクの最終型。ハリケーンのように体を上昇した後、ヒグマ落としのように縦ひねりを加えたスパイク。この時点で「ハリケーンアタック」と正式に名前が付けられた。最強の魔球、防御側の隊員を吹っ飛ばす。

## 主題歌
オープニングテーマ - 「燃えろアタック」
作詞 - 石森章太郎 / 作曲・編曲 - 京建輔 / 歌 - 堀江美都子、ザ・チャープス（コロムビアレコード）
オープニング映像は、レギュラーの出演有無やチームのメンバーチェンジに応じた変更が行われたり、全日本選抜チームのエピソード時のバージョンや正月回では晴れ着姿の白富士チームがコートで羽根突きを行ったりと幅広いバリエーションが用意された。
エンディングテーマ - 「お元気ですかお父さん」
作詞 - 八手三郎 / 作曲・編曲 - 京建輔 / 歌 - 日高美子
エンディング映像は、第14話以降ジュンのイラストが随所に挿入された以外に変更はない。
挿入歌 - 「春の妖精」
作詞 - 阿木燿子 / 作曲 - 宇崎竜童 / 編曲 - 萩田光雄 / 歌 - 荒木由美子（キャニオンレコード）

## 放送日程
- サブタイトルが太字とされている話数は、傑作選DVD収録のエピソードを表す。

| 放送回               | 放送日          | サブタイトル               | 脚本         | 監督         | ゲスト                                                                                    |
| 高校バレー編         | 高校バレー編    | 高校バレー編               | 高校バレー編 | 高校バレー編 | 高校バレー編                                                                              |
| -------------------- | --------------- | -------------------------- | ------------ | ------------ | ----------------------------------------------------------------------------------------- |
| 1                    | 1979年 01月05日 | 跳べ! 明日に向かって       | 上原正三     | 奥中惇夫     | 榊原郁恵、山本緑                                                                          |
| 2                    | 1月12日         | 母と同じコートに立つ       | 上原正三     | 奥中惇夫     | 土門峻                                                                                    |
| 3                    | 1月19日         | 狙え! エースアタッカー     | 上原正三     | 田中秀夫     |                                                                                           |
| 4                    | 1月26日         | UFOサーブと対決            | 上原正三     | 田中秀夫     | 山田禅二、田川勝雄                                                                        |
| 5                    | 2月09日         | 北へ・そしてふる里へ       | 上原正三     | 奥中惇夫     |                                                                                           |
| 6                    | 2月16日         | 初めて知った母の秘密       | 上原正三     | 奥中惇夫     | 永井柳太郎                                                                                |
| 7                    | 2月23日         | オリンピックへの道         | 上原正三     | 奥中惇夫     | 伊藤慶子、川辺和喜                                                                        |
| 8                    | 3月02日         | 秘密兵器をあみだせ         | 上原正三     | 奥中惇夫     | 池内優子                                                                                  |
| 9                    | 3月09日         | コートに散るライバルの火花 | 鷺山京子     | 奥中惇夫     | 川合伸旺、西塚肇                                                                          |
| 10                   | 3月16日         | ライバルの挑戦状           | 伊上勝       | 田中秀夫     | 澤田洋、小林荘、木村栄                                                                    |
| 11                   | 3月23日         | 白富士の新エース           | 上原正三     | 田中秀夫     |                                                                                           |
| 12                   | 3月30日         | めぐり逢った幻の母         | 上原正三     | 田中秀夫     | 石川洋子                                                                                  |
| 13                   | 4月06日         | 母がくれた必殺スパイク     | 上原正三     | 田中秀夫     | 白土泰江、斉藤誓子、権藤良子、山崎綾子、 爪田法子、藤崎八重子                             |
| 14                   | 4月20日         | 新しい敵! 新しい挑戦       | 上原正三     | 奥中惇夫     |                                                                                           |
| 15                   | 4月27日         | トスは誰のために           | 鷺山京子     | 奥中惇夫     |                                                                                           |
| 16                   | 5月04日         | 恐るべき魔女姉妹!!         | 上原正三     | 奥中惇夫     | 田村貫、酒井昭                                                                            |
| 17                   | 5月18日         | 羆おとしと鬼コーチ         | 上原正三     | 奥中惇夫     | 田村貫、酒井昭                                                                            |
| 18                   | 5月25日         | 母にとどけ八丈太鼓         | 上原正三     | 田中秀夫     | 本間文子、武内文平、日高美子                                                              |
| 19                   | 6月01日         | 波と石とバレーボール       | 上原正三     | 田中秀夫     | 本間文子、武内文平、日高美子                                                              |
| 20                   | 6月08日         | 涙のブロッカー魂           | 鷺山京子     | 田中秀夫     | 山谷初男、鈴木裕子、中谷紗穂理、葛生征樹                                                  |
| 21                   | 6月15日         | 跳べる青春 跳べない青春    | 上原正三     | 田中秀夫     | 中真千子、津山栄一、福岡正剛、小甲登枝恵                                                  |
| 22                   | 6月22日         | 栄光へのバックトス         | 上原正三     | 奥中惇夫     | 小沢左生子、喜久川清、西本裕行、 江村和紀、夏木章、田川勝雄                               |
| 23                   | 6月29日         | 涙のファーストラブ         | 鷺山京子     | 奥中惇夫     | 川代家継、相馬剛三、坂巻祥子、南原晋                                                      |
| 24                   | 7月06日         | 父と母の再会               | 上原正三     | 奥中惇夫     |                                                                                           |
| インターハイ・国体編 |                 |                            |              |              |                                                                                           |
| 25                   | 7月13日         | ジュン、母さんを忘れろ!    | 上原正三     | 奥中惇夫     | 山吹まゆみ、中村真由美                                                                    |
| 26                   | 7月20日         | 対決した幼なじみ           | 上原正三     | 田中秀夫     | 町田祥子、遠藤薫、伊藤啓予、星場美枝子                                                    |
| 27                   | 8月03日         | えっ?! リカがお見合い?!    | 鷺山京子     | 田中秀夫     | 守屋俊志、花原照子、沢木寿里、加藤大樹、九重ひろ子                                        |
| 28                   | 8月10日         | 太地シスターズの秘密       | 鷺山京子     | 田中秀夫     | 田村貫、佐藤晟也、山本緑、酒井昭                                                          |
| 29                   | 8月17日         | 決戦! インターハイ         | 上原正三     | 田中秀夫     | 田川勝雄、土山登士幸、山浦栄、鈴木裕子、 葛生征樹、江村和紀、上杉昌樹、森山春男、三谷俊夫 |
| 30                   | 8月24日         | 戦った そして日本一は!?    | 上原正三     | 奥中惇夫     | 土山登士幸、木村修、鈴木裕子、山浦栄、 江村和紀、葛生征樹、三谷俊夫                       |
| 31                   | 9月07日         | 転校して来た天才少女       | 上原正三     | 奥中惇夫     | 川村京子                                                                                  |
| 32                   | 9月14日         | ジュンとゆか 二人のエース  | 上原正三     | 奥中惇夫     | 川村京子                                                                                  |
| 33                   | 9月21日         | くだかれたエースの誇り     | 鷺山京子     | 奥中惇夫     |                                                                                           |
| 34                   | 9月28日         | さよなら! わが青春コート   | 鷺山京子     | 田中秀夫     | 小沢弘子、河合絃司                                                                        |
| 35                   | 10月05日        | プクちゃんの挑戦           | 上原正三     | 田中秀夫     | 山谷初男、上月左知子、鈴木裕子、葛生征樹                                                  |
| 36                   | 10月12日        | コーチに捧げる逆転クロス   | 上原正三     | 田中秀夫     | 鈴木裕子、葛生征樹、土山登士幸                                                            |
| 37                   | 10月19日        | 優勝! 三年生パワー         | 上原正三     | 田中秀夫     | 高橋まゆみ、木本恵、鈴木裕子、葛生征樹、 平野真理、竹内一美、西山健司、谷本明             |
| 38                   | 10月26日        | 三年生を追い出せ           | 鷺山京子     | 奥中惇夫     | 滝川龍之介、佐藤純、星信之、菅田朝行                                                      |
| 39                   | 11月02日        | 友情のヒグマおとし         | 鷺山京子     | 奥中惇夫     | 川村京子                                                                                  |
| 40                   | 11月09日        | 白富士、北海道へ行く       | 上原正三     | 奥中惇夫     |                                                                                           |
| 41                   | 11月16日        | 北国に燃える闘魂           | 上原正三     | 奥中惇夫     |                                                                                           |
| 42                   | 11月23日        | 母さんの特訓日記           | 上原正三     | 田中秀夫     |                                                                                           |
| 43                   | 11月30日        | オリンピックの新星たち     | 上原正三     | 田中秀夫     |                                                                                           |
| 全日本選抜チーム編   |                 |                            |              |              |                                                                                           |
| 44                   | 12月07日        | これが全日本チームだ!!     | 上原正三     | 田中秀夫     |                                                                                           |
| 45                   | 12月14日        | 新白富士のデビュー戦!!     | 鷺山京子     | 田中秀夫     | 吉田照義                                                                                  |
| 46                   | 12月28日        | Wヒグマおとしと虹          | 上原正三     | 奥中惇夫     | 志村みどり、椿七枝、鈴木裕子、泉福之助                                                    |
| 47                   | 1980年 01月04日 | 振袖に誓うジュンの涙       | 上原正三     | 奥中惇夫     |                                                                                           |
| 48                   | 1月11日         | エースを狙う不敵な新入部員 | 上原正三     | 奥中惇夫     | 生沼薫、片桐次郎                                                                          |
| 49                   | 1月18日         | ヒグマおとしは通用しない!? | 鷺山京子     | 奥中惇夫     |                                                                                           |
| 50                   | 1月25日         | ゆか、なぜ私を裏切るの     | 上原正三     | 田中秀夫     |                                                                                           |
| 51                   | 2月01日         | 日本一コンビの秘密         | 鷺山京子     | 田中秀夫     |                                                                                           |
| 52                   | 2月08日         | 白富士に吹くつむじ風       | 上原正三     | 田中秀夫     |                                                                                           |
| 53                   | 2月15日         | エースの座を追われたジュン | 上原正三     | 田中秀夫     |                                                                                           |
| 54                   | 2月22日         | 幻のスパイクを求めて       | 上原正三     | 奥中惇夫     |                                                                                           |
| 55                   | 2月29日         | オリンピックの重さ         | 鷺山京子     | 奥中惇夫     | 山田光一、満仲志保、牧野英臣                                                              |
| 56                   | 3月07日         | 炎のフライングレシーブ     | 上原正三     | 奥中惇夫     | 杉欣也                                                                                    |
| 57                   | 3月14日         | ふたりで作った愛のスパイク | 上原正三     | 奥中惇夫     |                                                                                           |
| 58                   | 3月21日         | ベールをぬいだ必殺技       | 上原正三     | 田中秀夫     |                                                                                           |
| 59                   | 3月28日         | さようなら三年生           | 上原正三     | 田中秀夫     | 吉田太門、広田真弓                                                                        |
| 60                   | 4月04日         | 青春コートの十字路         | 上原正三     | 田中秀夫     | 渡辺明美                                                                                  |
| 61                   | 4月11日         | 幻のスパイクに賭ける!      | 鷺山京子     | 田中秀夫     |                                                                                           |
| 62                   | 4月18日         | 異国にとどけ小さな願い     | 上原正三     | 奥中惇夫     | 岸井あや子、清水弘之                                                                      |
| 63                   | 5月02日         | 失なわれたチームワーク     | 鷺山京子     | 奥中惇夫     | 大貫一孝、宮地真由美                                                                      |
| 64                   | 5月16日         | 一番星は母さん星           | 上原正三     | 奥中惇夫     |                                                                                           |
| 65                   | 5月23日         | 完成! 幻のスパイク         | 上原正三     | 奥中惇夫     |                                                                                           |
| 66                   | 5月30日         | オリンピックに行けるのは?! | 鷺山京子     | 田中秀夫     |                                                                                           |
| 67                   | 6月06日         | ゆかに何がおこったか       | 上原正三     | 田中秀夫     | 小山武宏、正木香子                                                                        |
| 68                   | 6月13日         | 選考会 ジュンが危い?!      | 鷺山京子     | 田中秀夫     |                                                                                           |
| 69                   | 6月27日         | 死なないで! ゆか!!         | 上原正三     | 奥中惇夫     | 久遠利三、田川勝雄、中村麻由美、川村京子                                                  |
| 70                   | 7月04日         | ジュン、母さんと呼んで     | 上原正三     | 奥中惇夫     |                                                                                           |
| 71                   | 7月11日         | 明日への旅立ち             | 上原正三     | 奥中惇夫     |                                                                                           |

## 放送局
- テレビ朝日：金曜 19:30 - 20:00
- 北海道テレビ：金曜 19:30 - 20:00[8]
- 青森放送：月曜 19:00 - 19:30[9]
- 山形放送：金曜 17:00 - 17:30[10]
- 東日本放送：金曜 19:30 - 20:00[11]
- 福島中央テレビ：水曜 19:00 - 19:30[12]
- 新潟放送：土曜 16:30 - 17:00[13]
- 山梨放送：土曜 朝7:00 - 7:30[14]
- 長野放送：金曜 17:30 - 18:00[15]
- 静岡けんみんテレビ（現：静岡朝日テレビ）：金曜 19:30 - 20:00
- 福井テレビ：土曜 18:00 - 18:30[16]
- 名古屋放送（現：名古屋テレビ放送＜メーテレ＞）：金曜 19:30 - 20:00
- 朝日放送（現：朝日放送テレビ）：金曜 19:30 - 20:00
- 山陰中央テレビ：金曜 19:00 - 19:30[17]
- 広島ホームテレビ：金曜 19:30 - 20:00[18]
- 瀬戸内海放送：金曜 19:30 - 20:00[18]
- 南海放送：火曜 16:55 - 17:25[19]
- 九州朝日放送：金曜 19:30 - 20:00[20]
- テレビ熊本：火曜 19:00 - 19:30[20]
- 宮崎放送：金曜 17:30 - 18:00[21]
- 鹿児島テレビ：金曜 17:30 - 18:00（1979年12月時点）→ 火曜 17:15 - 17:45（1980年7月時点）[22]
- 琉球放送：水曜 17:30 - 18:00[23]

## 映像ソフト
いずれも発売元は東映ビデオ。
- テレビシリーズのうち、一部エピソードを抜粋した傑作選DVDが、2013年1月21日から3月21日にかけてリリースされた（全3巻、各巻2枚組、12話収録）。それぞれVol.1は「高校バレー編」、Vol.2は「インターハイ・国体編」、Vol.3は「全日本選抜チーム編」のエピソードで構成。各巻とも映像特典として、予告編集と荒木由美子のインタビューが収録されている。
- この他、2008年7月21日発売の「石ノ森章太郎 生誕70周年 DVD－BOX」に、テレビシリーズの第1話が収録された。

## CS放送
- 東映チャンネル…2008年6月 - 2009年3月、2021年11月　−　2022年7月[24] - （いずれも「石ノ森章太郎劇場」枠）

## ネット配信
- 東映シアターオンライン（YouTube）…2022年12月1日 - （「据置枠」で第1・2話を常時無料配信）